# Партизанске
Партизанске (слч. Partizánske, мађ. Simony) град је у Словачкој у оквиру Тренчинског краја.
Партизанске су један од најмлађих градова у целој Словачкој.

## Географија
Партизанске су смештене у средишњем делу државе. Престоница државе, Братислава, налази се 140 км југозападно од града.
Рељеф: Партизанске су се развиле у западном подгорју Татри. Град се развио у котлини реке Њитре на близу 200 m надморске висине. Западно од града издижу се планина Повашки Иновец, док се источно издиже планина Велика Фатра.
Клима: Клима у Партизанскима је умерено континентална.
Воде: Кроз Партизанске протиче река Њитра, у средњем делу свог тока. Река дели град на два дела, северни и јужни.

## Историја
Иако су Партизанске један од најмлађих градова у Словачкој људска насеља на овом простору датирају још из праисторије. Овај простор је вековима био у саставу Угарске. 
Крајем 1918. године област Партизанских је постала део новоосноване Чехословачке. 1939. године дошло је до изградње велике фабрике обућарског гиганта "Бата", који довео до настанка града. После Другог светског рата спојено је неколико насеља у ново веће насеље, које нагло индустријализовало, па се у њему брзо повећао и број становника.

## Становништво
| Година:    | 1994.  | 2004.   | 2014.   | 2024.    |
| ---------- | ------ | ------- | ------- | -------- |
| Број људи: | 25 621 | 24 581  | 23 436  | 20 338   |
| Разлика:   |        | -4,05 % | -4,65 % | -13,21 % |

| Година:    | 2023.  | 2024.   |
| ---------- | ------ | ------- |
| Број људи: | 20 607 | 20 338  |
| Разлика:   |        | -1,30 % |

Данас Партизанске имају око 24.000 становника и последњих година број становника опада.
Етнички састав: По попису из 2001. године састав је следећи:
- Словаци - 97,7%,
- Чеси - 0,7%,
- остали.

Верски састав: По попису из 2001. године састав је следећи:
- римокатолици - 73,9%,
- атеисти - 18,1%%,
- лутерани - 3,0%,
- остали.

## Партнерски градови
- Свит

## Галерија
- Главни градски трг
- Главни градски булевар
- Замак у околини града
- Фабрика „Бата“